# Poročnik Kiže
Poróčnik Kižé (rusko Поручик Киже) je film leningrajskega režiserja Feinzimmerja iz leta 1933 po noveli Jurija Tinjanova, znan po glasbi, ki jo je kot svoj prvi poskus v tem žanru zložil sloviti Sergej Prokofjev.
Sicer danes popolnoma pozabljeni film obravnava absurdno zgodbo iz časov norega, s kasarniškim redom obsedenega carja Pavla I. Neki vojaški birokrat po pomoti vnese v armadni register neobstoječega poročnika Kižeja. Ime vzbudi carjevo pozornost. Da samodržec ne bi odkril napake, vodijo o fantomskem poročniku popolno dokumentacijo. Izmislijo si njegovo rojstvo, poroko, smrt in pogreb.
Prokofjev je leta 1934 filmsko partituro predelal v simfonično suito, vendar mu je preprostost glasbene govorice, ki jo je zavestno razvil za potrebe ljudstvu namenjene umetnosti, delala velike težave. V nekem pismu je omenil, da ima s Kižejem hudičevo težko delo, vendar nastaja prav vesela glasba. Suita je med najbolj popularnimi skladbami Prokofjeva. Prvi stavek se začne s preprosto, spevno temo za fanfaro, ki nastopi tudi na koncu skladbe, ko izmišljenega poročnika položijo k zasluženemu počitku. Druga tema za piccolo s spremljevalno figuro v flavti predstavlja prihod mladega junkerja in prehaja v liričen motiv, ki se v raznovrstni instrumentaciji pojavlja skozi vso suito in vnaša zamišljeno, skoraj žalobno občutje. Drugi stavek je romanca po stari ljudski pesmi Gruli, siva golobica. Tretji stavek je bleščeča poročna koračnica, ki jo zaznamuje zven trobil. Tako drugi kot četrti stavek suite je Prokofjev zapisal tudi v različici za bariton. Posebno, peklensko ironijo pa si je privoščil v zadnjem stavku, ko med žalno koračnico roj muh v tremolu obletava razkrajajočo se birokratsko izmišljotino.
Stavki orkesterske suite:
1. Kižejevo rojstvo
2. Romanca
3. Kishejeva poroka
4. Trojka
5. Kižejev pogreb

Melodija Prokofjeve glasbe za film Poročnik Kiže (Romanca) nam je znana tudi v popularni zabavni glasbi. Izposodil si jo je pevec Sting in jo uporabil v skladbi The Russians.
Prokofjev je kasneje napisal še glasbo za Eisensteinova filma Ivan Grozni in Aleksander Nevski, ki veljata za zgledni klasični deli filmske umetnosti.